# Pholidichthys anguis
Pholidichthys anguis is een straalvinnige vissensoort uit de familie van aalgrondels (Pholidichthyidae). De wetenschappelijke naam van de soort is voor het eerst geldig gepubliceerd in 1996 door Springer & Larson.